# IV secolo a.C.
Il IV secolo a.C. (quarto secolo avanti Cristo) è il secolo che inizia nell'anno 400 a.C. e termina nell'anno 301 a.C. incluso.

## Avvenimenti
- 399 a.C.: Socrate è condannato alla pena capitale perché ritenuto colpevole di empietà e corruzione dei giovani ateniesi.
- 387 a.C.: Battaglia del fiume Allia e conseguente Sacco di Roma dei Galli.
- Spedizione di Alessandro Magno
- Conquista dell'Egitto da parte di Alessandro Magno
- Inizio della dinastia tolemaica
- I Romani occupano tutto il territorio degli Etruschi.

## Personaggi significativi
- In Grecia:
  - Alessandro Magno (356 a.C. – 323 a.C.)
  - Platone (Atene, 427 a.C. - 347 a.C.)
  - Aristotele (384 a.C. - 322 a.C.)
  - Ippocrate (460 a.C. – 377 a.C.)

## Invenzioni, scoperte, innovazioni
- In Cina:
  - Invenzione della balestra.
  - Numerosi stati del nord iniziano a costruire delle cinte murarie alle loro frontiere. Questa pratica troverà la sua massima espressione con la costruzione della Grande Muraglia edificata nel 221 a.C. su più di 1.600 km.
- In Egitto inventato l'orologio ad acqua.